# Scottish Women’s Premier League Cup 2024/25
Der Scottish Women’s Premier League Cup wurde 2024/25 zum 22. Mal ausgespielt. Der schottische Fußball-Ligapokal der Frauen, der unter den Teilnehmern der Scottish Women’s Premier League ausgetragen wurde, begann am 1. September 2024 und endete mit dem Finale am 22. März 2025. Der Wettbewerb wurde offiziell als Sky Sports Scottish Women’s Premier League Cup ausgetragen. Ein weiterer Hauptsponsor war das Energieunternehmen ScottishPower. Der Ligapokal wurde im K.-o.-System mit 20 Mannschaften ausgetragen. Wurde in einem Duell nach 90 Minuten und Verlängerung kein Sieger ermittelt, so wurde ein Spiel im Elfmeterschießen entschieden.
Als Titelverteidiger starteten die Glasgow Rangers in den Wettbewerb, die im Vorjahresfinale gegen Partick Thistle gewannen.

## Termine
| Runde         | Datum                  | Spiele | Vereine | Neueinstiege |
| ------------- | ---------------------- | ------ | ------- | ------------ |
| 1. Runde      | 1. September 2024      | 4      | 8 → 4   | keine        |
| 2. Runde      | 29. September 2023     | 8      | 16 → 8  | 12           |
| Viertelfinale | 9. – 10. November 2024 | 4      | 8 → 4   | keine        |
| Halbfinale    | 19. Januar 2025        | 2      | 4 → 2   | keine        |
| Finale        | 22. März 2025          | 1      | 2 → 1   | keine        |

## 1. Runde
Die 1. Runde wurde am 1. September 2024 ausgetragen.
| Datum                        |                     | Ergebnis |                  |
| ---------------------------- | ------------------- | -------- | ---------------- |
| 3. September 2023, 13:00 BST | Boroughmuir Thistle | 4:1      | FC Rossvale      |
| 1. September 2024, 14:00 BST | Ayr United          | 3:7      | FC Livingston    |
| 1. September 2024, 14:00 BST | Gartcairn Women     | 7:0      | FC St. Johnstone |
| 1. September 2024, 16:00 BST | Hamilton Academical | 2:1      | FC Kilmarnock    |

## 2. Runde
Die 2. Runde wurde am 29. September 2024 ausgetragen.
| Datum                         |                     | Ergebnis              |                     |
| ----------------------------- | ------------------- | --------------------- | ------------------- |
| 29. September 2024, 12:00 BST | Boroughmuir Thistle | 8:0                   | FC Livingston       |
| 29. September 2024, 13:00 BST | Partick Thistle     | 3:2                   | FC Spartans         |
| 29. September 2024, 13:00 BST | FC Montrose         | 0:7                   | Celtic Glasgow      |
| 29. September 2024, 13:00 BST | FC Aberdeen         | 2:0                   | Gartcairn Women     |
| 29. September 2024, 15:00 BST | Heart of Midlothian | 2:3                   | Glasgow City FC     |
| 29. September 2024, 15:00 BST | FC Queen’s Park     | 0:7                   | Hibernian Edinburgh |
| 29. September 2024, 16:00 BST | FC Motherwell       | 1:1 n. V. (4:3 i. E.) | Hamilton Academical |
| 29. September 2024, 16:00 BST | Dundee United       | 0:3                   | Glasgow Rangers     |

## Viertelfinale
Das Viertelfinale wurde am 9. und 10. November 2024 ausgetragen.
| Datum                        |                     | Ergebnis              |                     |
| ---------------------------- | ------------------- | --------------------- | ------------------- |
| 9. November 2024, 19:45 BST  | FC Motherwell       | 1:8                   | Glasgow Rangers     |
| 10. November 2024, 12:00 BST | Boroughmuir Thistle | 1:3                   | FC Aberdeen         |
| 10. November 2024, 13:00 BST | Partick Thistle     | 1:4                   | Hibernian Edinburgh |
| 10. November 2024, 16:10 BST | Celtic Glasgow      | 0:0 n. V. (4:3 i. E.) | Glasgow City FC     |

## Halbfinale
Das Halbfinale wurde am 19. Januar 2025 ausgetragen.
| Datum                      |                     | Ergebnis |                 |
| -------------------------- | ------------------- | -------- | --------------- |
| 19. Januar 2025, 17:00 GMT | Hibernian Edinburgh | 3:0      | FC Aberdeen     |
| 19. Januar 2025, 17:10 GMT | Celtic Glasgow      | 1:2      | Glasgow Rangers |

## Finale
| Hibernian Edinburgh                                 | Hibernian Edinburgh | Glasgow Rangers | Glasgow Rangers |
| --------------------------------------------------- | --- | --- | --------------- |
| Hibernian Edinburgh                                 | \| 22. März 2025 um 15:00 Uhr in Motherwell (Fir Park) \| \| Ergebnis: 0:5 (0:1) \| \| Zuschauer: 4.031 \| \| Schiedsrichter: Joel Kennedy \| \| Spielbericht \| | \| 22. März 2025 um 15:00 Uhr in Motherwell (Fir Park) \| \| Ergebnis: 0:5 (0:1) \| \| Zuschauer: 4.031 \| \| Schiedsrichter: Joel Kennedy \| \| Spielbericht \| | Glasgow Rangers |
| Hibernian Edinburgh                                 | Cheftrainer: Grant Scott | Cheftrainerin: Jo Potter ( England) | Glasgow Rangers |
| Hibernian Edinburgh                                 | 0:1 Katie Wilkinson (38.) 0:2 Camille Lafaix (47.) 0:3 Kirsten Reilly (49., Eigentor) 0:4 Kirsty Howat (82.) 0:5 Rio Hardy (90.)                                 | | Glasgow Rangers |
| 22. März 2025 um 15:00 Uhr in Motherwell (Fir Park) | | |                 |
| Ergebnis: 0:5 (0:1)                                 | | |                 |
| Zuschauer: 4.031                                    | | |                 |
| Schiedsrichter: Joel Kennedy                        | | |                 |
| Spielbericht                                        | | |                 |